# 584 a.C.
Il 584 a.C. (DLXXXIV a.C. in numeri romani) è un anno  del VI secolo a.C.